# Costantino Michelini
Costantino Michelini (Castrocaro Terme e Terra del Sole, 2 novembre 1925 – ...) è stato un allenatore di pallacanestro e dirigente sportivo italiano.

## Carriera
È stato presidente del CUS Bologna nel biennio 1955-1956. Nella stagione 1952-53 aveva allenato proprio la squadra di basket del CUS; tra le altre squadre guidò anche la Asp Mirandola femminile di Rovigo.
Ha allenato la Nazionale femminile dal 1971 al 1972, collezionando 18 vittorie e altrettante sconfitte. Guidò la squadra anche agli Europei 1972.